# Krekole

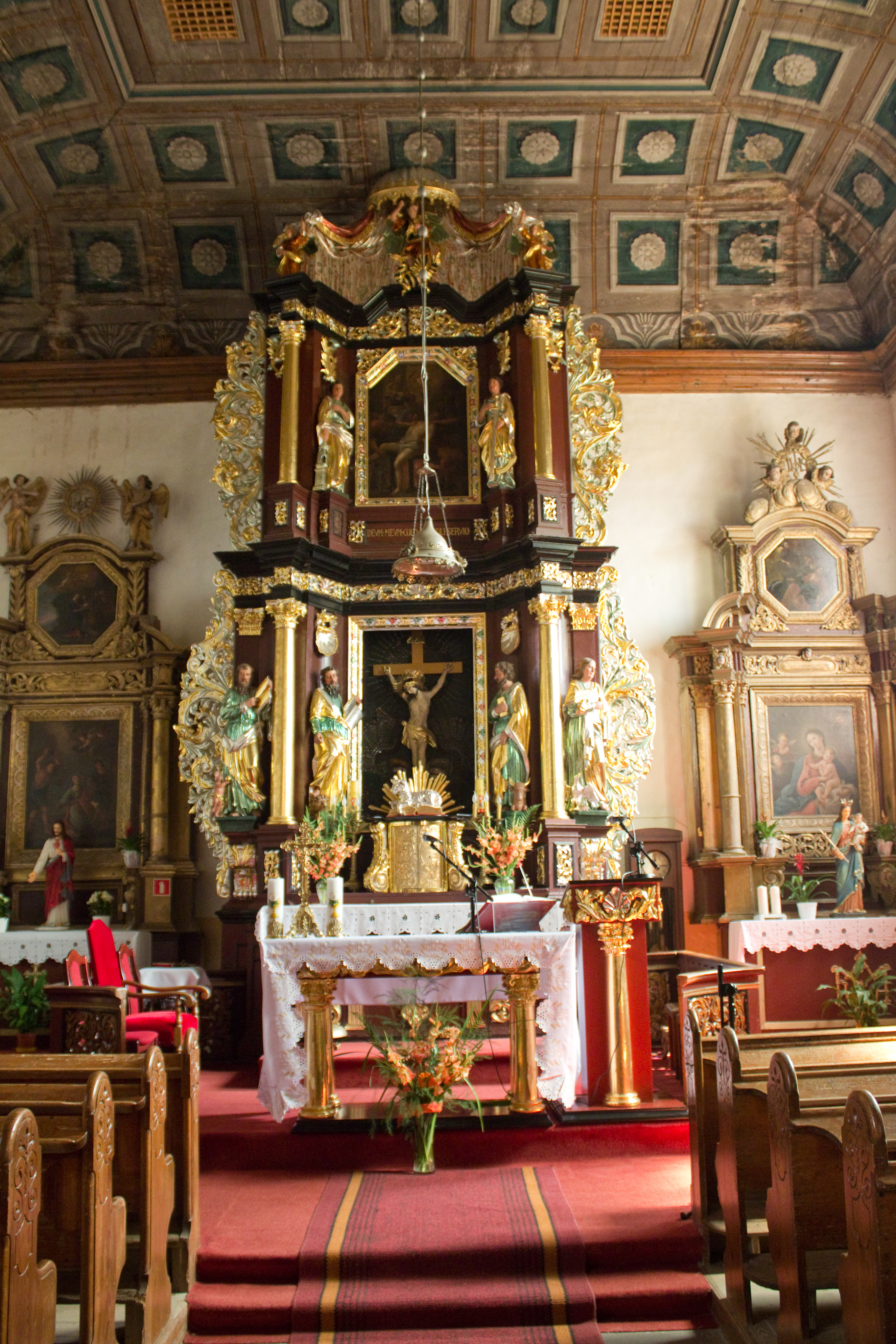
Krekole, wnętrze kościoła

Krekole (niem.  Krekollen) – wieś w Polsce położona w województwie warmińsko-mazurskim, w powiecie lidzbarskim, w gminie Kiwity. Przez Krekole przebiega fragment północno-wschodniej granicy Warmii.
W latach 1954–1959 wieś należała i była siedzibą władz gromady Krekole, po jej zniesieniu w gromadzie Rogóż. W latach 1975–1998 miejscowość administracyjnie należała do województwa olsztyńskiego.

## Historia
Wieś założył w roku 1336 wójt warmiński Henryk von Luter na 53 włókach. Lokację wsi potwierdził w roku 1346 biskup warmiński Herman z Pragi. Wieś najprawdopodobniej została zniszczona w czasie wojny głodowej. Wieś zniszczona została także w czasie wojny polsko-krzyżackiej 1519–1521. W roku 1583 z 53 włók 7,5 włóki było zalesionych. W roku 1638 we wsi było dwóch sołtysów, 20 gospodarstw chłopskich i 4 zagrodników.
Szkoła parafialna była wymieniana tu w protokołach wizytacyjnych parafii od drugiej połowy XVI wieku. Po II wojnie światowej w Krekolach funkcjonowała szkoła podstawowa.
Krekole są wsią sołecką.

## Kościół
Kościół pw. Świętego Krzyża i świętego Wawrzyńca konsekrował w roku 1424 biskup warmiński Franciszek Kuhschmalz. Został on zniszczony ok. 1520, odbudowany kościół ponownie był konsekrowany w roku 1582 przez biskupa warmińskiego Marcina Kromera. Masywna wieża zachodnia nakryta jest dwuspadowym dachem, wschodni schodkowy szczyt jest rozbudowany. Nawa nakryta sklepieniem zwierciadlanym, wystój wnętrza barokowo-rokokowy.

## Demografia
W roku 1783 we wsi było 50 domów.
Liczba mieszkańców kształtowała się następująco: w roku 1818 – 328 osób, w 1939 – 627, w 1998 – 320 osób.

## Inne
Od 2004 roku w Krekolach działa Stowarzyszenie Wspierające Rozwój Wsi, które przyjęło na siebie zadania związane ze wspieraniem rozwoju wsi polskiej, rozwiązywaniem jej problemów i niesieniem pomocy środowisku wiejskiemu.